# Монети (Піський повіт)
Монети (пол. Monety, нім. Monethen) — село в Польщі, у гміні Біла Піська Піського повіту Вармінсько-Мазурського воєводства.
Населення — 338 осіб (2011).

## Демографія
Демографічна структура станом на 31 березня 2011 року:
|          | Загалом | Допрацездатний вік | Працездатний вік | Постпрацездатний вік |
| -------- | ------- | ------------------ | ---------------- | -------------------- |
| Чоловіки | 186     | 43                 | 131              | 12                   |
| Жінки    | 152     | 41                 | 88               | 23                   |
| Разом    | 338     | 84                 | 219              | 35                   |